# Mwene Nzinga Mbandi
Mwene Nzinga Mbandi (c. 1582 – 17 de dezembro de 1663) ou Ana de Sousa foi a rainha reinante (angola) do Reino do Dongo entre 1624 e 1626 e fundadora e rainha do Reino da Matamba, reconhecida por Portugal como Ana I e reinando de 1631 até sua morte em 1663. 
Nzinga Mbandi foi uma importante estrategista militar e política durante a presença portuguesa nas regiões correspondentes à atual Angola.[ligação inativa] Travou grandes batalhas e tratados de aliança e paz com os portugueses, na qual envolvia a vassalagem dos reinos nativos africanos e escravidão dos mesmos para a Europa e o Brasil.[ligação inativa][ligação inativa]
Rainha Nzinga reinou por 37 anos e se tornou uma heroína na história de Angola, sendo até hoje lembrada por seus feitos políticos e militares. Uma das principais ruas de Luanda, capital da atual Angola leva seu nome e, na mesma cidade, encontra-se uma estátua no Largo do Kinaxixi, construída a mando do presidente José Eduardo dos Santos em comemoração aos 27 anos de independência do país.

## Origem do nome
Nzinga Mbandi teve seu nome registrado na documentação colonial como Jinga, Ginga, Zinga, Zingua e Singa. Também era conhecida por seu nome de batismo cristão, Ana de Sousa. Este nome foi dado quando batizada, em homenagem à portuguesa que atuou como sua madrinha de batismo. Seu sobrenome veio em homenagem ao governador de Luanda em exercício, João Correia de Sousa.
Como rainha da Matamba, seu nome oficial foi Angola Nzinga. O nome "angola" era um título para o governante de Dongo e Matamba.

## Primeiros anos
Rainha Nzinga nasceu em cerca de 1582, filha do Angola Quilombo Quiacasenda (r. 1592–1617) e de Guenguela Cacombe da etnia ambundo, uma das escravas de seu pai e sua concubina favorita. Tinha como irmãos Ambande (r. 1617–1624), Mucambu (Bárbara) e Quifunji (Graça).
De acordo com a lenda, o parto de sua mãe Guengela foi complicado pois Nzinga nasceu com o cordão umbilical enrolado em seu pescoço (em quimbundo Kujinga significa torcer ou girar). Tal fato na crença nativa era de que a pessoa seria um alguém poderoso e orgulhoso.
Quando tinha cerca de dez anos, seu pai Quilombo tornou-se o rei ("angola") do Dongo. Ela sempre foi muito favorecida por seu pai por se destacar entre as filhas do rei e não ser herdeira ao trono, facilitando uma maior dedicação à jovem sem despertar atritos com seus irmãos homens. Em seu crescimento a jovem Nzinga foi treinada nas artes militares e políticas na corte do pai, chegando a servi-lo como conselheira jurídica e diplomata com os portugueses. Além disso ela foi ensinada por missionários portugueses a ler, escrever e falar português.
Em sua juventude o reino do Dongo passava por muitas crises internas, devido a rivais políticos do rei Quilombo e externas devido as ameaças portuguesas. Os portugueses haviam chegado no Dongo no século XV e havia sido inicialmente um aliado no comércio atlântico de escravos. Porém em 1571 o rei Sebastião de Portugal ordena a subjugação e conquista do Reino do Dongo. Os imbangalas, que foram um grupo de guerreiros nômades inimigos do reino de Dongo se juntaram aos portugueses na mesma época. Os imbangalas desejavam a posse de terras em Dongo, já os portugueses queriam capturar nativos para vender como escravos. Muitos nativos do Dongo se aliaram aos portugueses também e isso fez os tributos ao rei diminuírem. Quando o pai de Nzinga se tornou rei em 1593 o reino já estava há mais de dez anos em guerra. Quilombo tentou uma variedade de métodos para lidar com a crise, sejam por meio da guerra ou da diplomacia, porém deram poucos resultados favoráveis ao mesmo.

## Sucessão

### Embaixada em Luanda

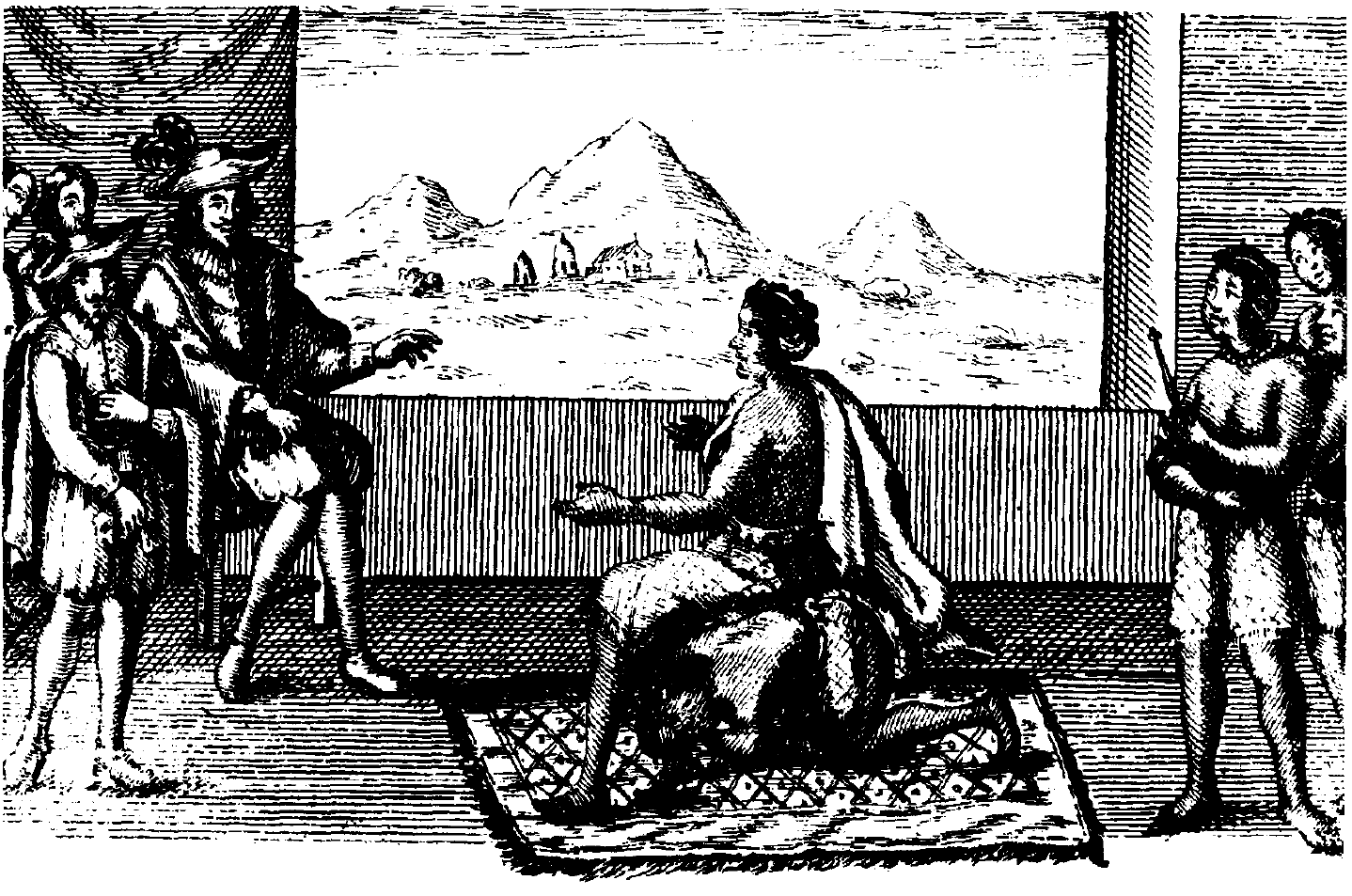
Ilustração contemporânea da rainha Jinga em negociações com os portugueses, datada de 1657

Em 1617, o rei Quilombo morre e Ngola mbandi, irmão de Ginga o sucede como rei (angola). Ginga e Ambande sempre foram rivais e Ambande se tornou paranoico de que o filho recém-nascido de sua irmã um dia o poderia assassinar, por isso ordenou que a criança fosse morta e Ginga fosse esterilizada. Temendo por sua vida ou por ressentimento por seu filho, Ginga fugiu para a região da Matamba logo após o ocorrido, permanecendo em exílio até que seu irmão o chamara outra vez em 1621 para servir como embaixatriz do reino do Dongo em Luanda. A escolha de Mbandi devia-se a que não conseguia combater os portugueses com a força e decidiu por pedir ajuda à irmã que falava, escrevia e lia em português e era uma exímia diplomata para tratar a paz com os portugueses. Ginga aceitou e em 1622 viajou até Luanda ao encontro de João Correia de Sousa, governador português. Enquanto outros líderes do Dongo se vestiram com trajes ocidentais, Ginga optou por utilizar vestimentas tradicionais com a intenção de demonstrar sua não submissão aos portugueses. Segundo a lenda, no momento em que Ginga chegou ao salão onde conversaria com João Correia de Sousa não havia cadeiras para os líderes africanos conversarem com o governador, apenas uma almofada no chão onde se sentariam em uma posição de submissão ao governador. Entretanto, Ginga ordenou que um soldado se posicionasse de quatro no chão para que Ginga se sentasse em suas costas como uma cadeira, ficando assim cara a cara com o governador. Ela era uma negociadora feroz e fez um acordo com os portugueses, onde em troca da abertura da rota de comércio e o estudo e conversão ao cristianismo dos governantes do Dongo, os portugueses retirariam suas tropas e reconheceriam a soberania do Dongo como um estado soberano, sem precisar de pagar um tributo anual e nem a vassalagem do reino.
Ginga foi batizada em Luanda, onde assumiu o nome cristão de Ana de Sousa, em homenagem a sua madrinha, Ana de Sousa, esposa do governador João Correia de Sousa, que também serviu como padrinho.[ligação inativa] Ela utilizaria este nome em muitas cartas nos anos posteriores e ainda assumiria que após sua conversão foi durante um tempo feliz de sua vida e deixou Luanda com a sensação de missão cumprida.

### Reinado e conflitos
Após a paz com os portugueses, a paz entre os imbangalas e os dongos ruiu e uma nova guerra estourou. Na situação o rei Angola Ambande fugiu de Cabassa com sua corte e alguns seguidores. Os portugueses não estariam dispostos à prosseguir com a paz conseguida com os dongos se o rei estivesse exilado e não convertido. Como resultado a paz entre os portugueses e os dongos conseguida por Ginga foi anulada e os mesmos continuaram à invadir as terras nativas e a capturar africanos como escravos.
Em 1624 o rei Angola Ambande morreu de causas misteriosas (alguns afirmam envenenamento e outros, um suicídio). Antes de morrer Ambande deixou clara a vontade de que Ginga o sucedesse. Ela foi entronizada pouco depois do opulento funeral de seu irmão, que teve partes de seu corpo preservado em um misete (Um tipo de relicário).
Angola Ambande tinha um rival na corte de Dongo, Hari que se opunha a uma liderança feminina e por isso jurou vassalagem aos portugueses, ainda se batizando e assumindo o nome de João. Com ajuda dos guerreiros jagas de Casange e de aliados do Dongo, Hari conseguiu a deposição de Ginga que fugiu para Luanda. Após fugir ela juntou seguidores e capturou a rainha de Matamba, assumindo esse posto e reunindo um grande exército na região. Logo após ela retornou o Dongo e reassumiu seu trono.
Ao reassumir o trono ela enfrentou uma forte oposição da aristocracia que não a queria como soberana. Ginga utilizou da genealogia para se legitimar no trono, porém ainda foi desconsiderada já que tanto ela quanto seu irmão falecido Ambande eram na verdade filhos do rei com escravas concubinas. Ela ainda seguiu utilizando a ascendência paterna, enquanto seus rivais alegavam que além de não totalmente nobre, ela era uma mulher e por tanto incabível ao trono.
Ginga nunca foi capaz de se legitimar como governante de Dongo por ser mulher, já que esse requisito era visto como incabível ao posto de governo, até mesmo por seus apoiadores. Por todos estes motivos em algum momento na década de 1640 a rainha se “tornou um homem” que era um costume comum para governantes mulheres, já que não eram legitimadas como legitimas soberanas. Ela passou a se vestir com trajes masculinos e a liderar com sucesso, ofensivas contra portugueses, jagas e outros inimigos políticos.

### Os Holandeses
Em 1641 a Companhia Holandesa das Índias Ocidentais invadiu e ocupou Luanda com auxílio do Reino do Congo, fazendo com que maior parte da região fosse uma colônia holandesa. Nzinga fez uma aliança com os holandeses contra os portugueses, que agora se concentravam no interior na cidade de Massangano. Com isso Nzinga também muda a capital do reino para Cavanga, ao norte do Dongo na esperança de recuperar algumas terras perdidas.
Em 1644 a rainha derrotou os portugueses em Angoleme, mas não conseguiu prosseguir com as vitórias. Em 1646 ela foi derrotada em Cavanga pelos portugueses, que no processo capturaram sua irmã Mucambu e foi descoberto que ela mantinha correspondências com Quifunji na cidade, onde revelava planos dos portugueses de conquista. Após a descoberta da traição a princesa Quifunji foi morta afogada no Rio Cuanza. Afirma-se também que ela na verdade fugiu para a atual Namíbia.
Os holandeses em Luanda enviaram reforços a Nzinga, que com sua ajuda derrotou o exército português em 1647 sitiando a cidade de Massangano. Pouco tempo depois em 1648 os portugueses reconquistam Luanda em um ataque liderado pelo brasileiro Salvador Correia de Sá. Após isso, Nzinga se retirou para Matamba.
Nos anos posteriores Nzinga implementou táticas de guerrilha, criando trincheiras ao redor das aldeias para a proteção das mesmas. Criou falsas alianças com reinos vizinhos, apenas com a intenção de expandir seu reino a medida que envelhecia. Porém um de seus feitos mais notáveis foi ter aberto o reino para escravos fugidos de colonos portugueses.

## Anos finais
Em 1656 ela conhece missionários capuchinhos e se converte ao cristianismo e também permitindo que missionários adentrassem o reino para converter os nativos a religião que inicialmente fora contra.
Em 24 de novembro de 1657 os portugueses decidem por cessar a guerra e os planos de conquista de Dongo e Matamba em uma carta ratificada pelo rei D. Afonso VI. Após a paz ela tentou reconstruir sua nação que a anos havia sido devastada pela guerra e pela agricultura em excesso. No entanto ela conseguiu desenvolver Matamba como uma potência comercial na região, uma porta de entrada para a África Central. Ela se opôs a que a princesa imbangala Nzinga Mona a sucedesse com soberana após sua morte, por isso no tratado de paz pediu para que os portugueses ajudassem sua família a permanecer no trono. Na falta de um herdeiro que a sucedesse, ela fez sua irmã Mucambu se casar com João Guterres Angola Canini, do poderoso clã Canini. Esse casamento porém não foi permitido pelos capuchinhos já que João Guterres já teria uma esposa em Ambaca.
Em seus últimos anos ela tentou reassentar ex-escravos fugidos das fazendas europeias em seu reino. Apesar dos esforços para destroná-la, em especial pelo líder imbagala Cassange e também sofreu tentativas dos portugueses para matá-la. Entretanto apesar de tudo Nzinga morreu pacificamente em Matamba, na idade de oitenta e dois anos em 17 de dezembro de 1663.
Sua sucessora foi sua irmã Mucambu, que assumiu o nome cristão de Bárbara e reinou até sua morte em 1666. Após a morte de Mucambu o reino de Matamba passou por uma guerra civil, que foi terminada apenas em 1671 quando o reino se tornou vassalo de Portugal e foi integrado à Angola Portuguesa em 1744.

## Legado

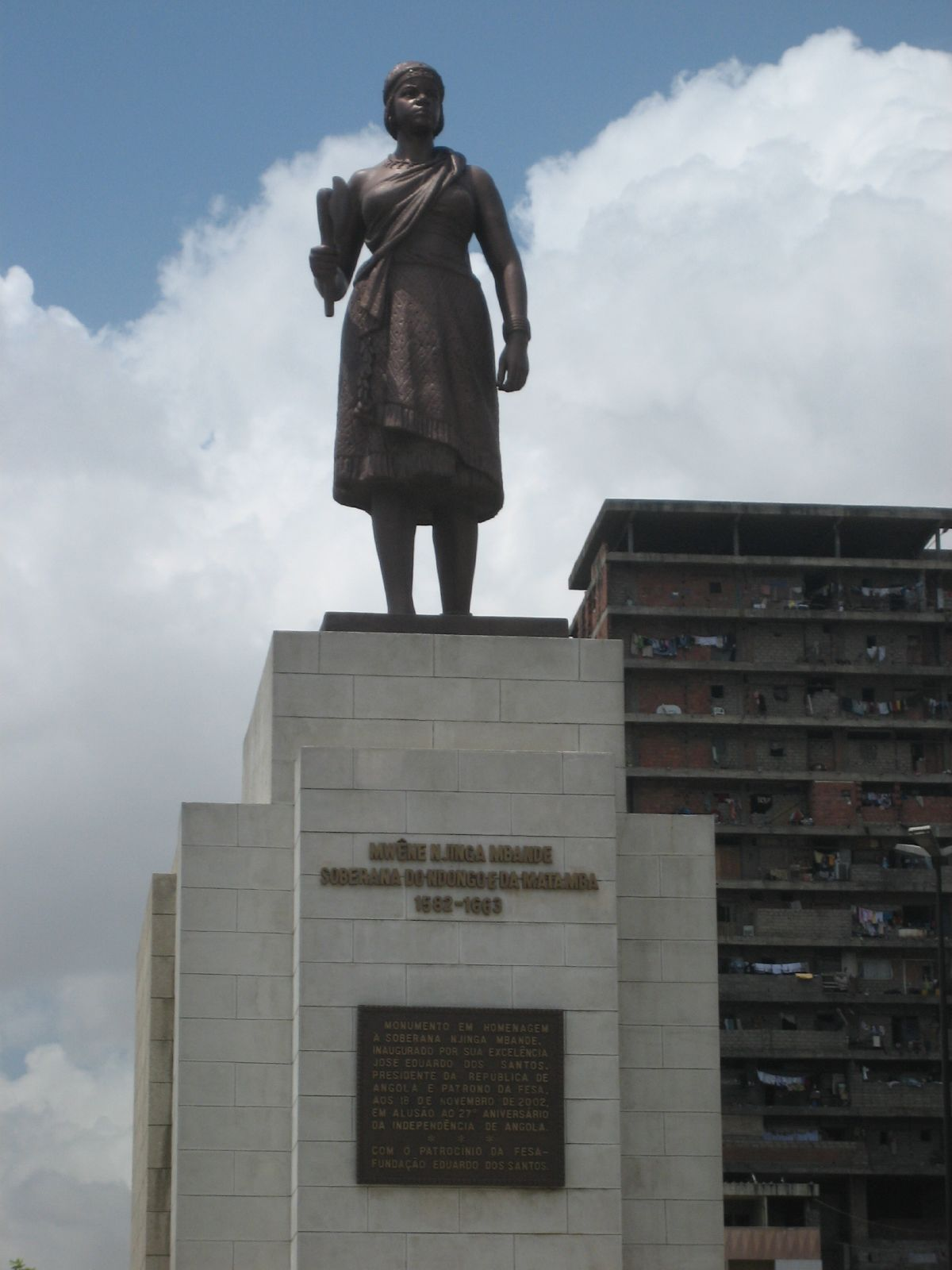
Estátua em Luanda, Angola. A inscrição na base é: MWENE NJINGA MBANDE - Soberana do Ndongo e da Matamba - 1582-1663.

Nzinga hoje é lembrada como a Mãe de Angola por ter lutado e negociado por seu povo. Ela ainda é reverenciada na história da África como uma das mulheres mais admiráveis e perspicazes da história. Relatos de sua vida são geralmente romantizados, porém mesmo assim ela é considerada um símbolo de luta contra a opressão. Nzinga finalmente conseguiu moldar seu estado em uma forma que tolerou sua autoridade, embora certamente o fato de que ela sobreviveu a todos os ataques a ela e construiu uma forte base de apoiadores leais ajudou tanto quanto a relevância dos precedentes que ela citou. Embora Nzinga obviamente não tivesse superado a ideia de que as mulheres não podiam governar no Dongo durante sua vida, e tiveram que 'se tornar um homem' para manter o poder, suas sucessoras mulheres enfrentaram poucos problemas em serem aceitas como governantes. Jinga foi abraçado como um símbolo do Movimento Popular de Libertação de Angola (MPLA) durante a guerra civil.
Uma importante rua de Luanda no largo do Quinaxixi leva seu nome e construída em 2002.[ligação inativa] A estátua foi uma dedicação do presidente José Eduardo dos Santos na comemoração do 27º aniversário da independência. As mulheres angolanas casam-se frequentemente perto da estátua, especialmente às quintas e sextas-feiras.
O Banco Nacional de Reserva de Angola (BNA) emitiu uma série de moedas em homenagem a Nzinga “em reconhecimento do seu papel na defesa da autodeterminação e da identidade cultural do seu povo”.

Um filme angolano, Njinga: Rainha de Angola foi lançado em 2013. Teve Lesliana Pereira como protagonista no papel da rainha Nzinga.
“Ela foi uma feroz guerreira anticolonial, uma lutadora militante, uma mulher no poder em uma sociedade dominada por homens, e ela lançou as bases para uma resistência angolana bem-sucedida ao colonialismo português até o século XX”, escreve Aurora Levins Morales ao advertir que "ela também era uma mulher de elite que vivia do trabalho alheio, assassinou seu irmão e seus filhos, lutou contra outros africanos em nome dos portugueses e colaborou no tráfico de escravos". 